# Governo Brandt II
Il secondo governo Brandt fu il decimo governo della Germania Ovest, formatosi dopo le elezioni del 1972, in carica dal 15 dicembre dello stesso anno al 7 maggio del 1974. Diretto da Willy Brandt, il governo era sostenuto dalla coalizione "giallo-rossa" tra SPD e FDP.
Due anni dopo, il governo si dimise a seguito dello scandalo Guillame. Dopo un breve interim del vicecancelliere liberale Walter Scheel, il ministro delle finanze Schmidt formò un nuovo governo.

## Situazione Parlamentare
| Camera    | Collocazione | Partiti             | Seggi     |
| --------- | ------------ | ------------------- | --------- |
| Bundestag | Maggioranza  | SPD (242), FDP (42) | 284 / 518 |
| Bundestag | Opposizione  | CDU (186), CSU (48) | 234 / 518 |

## Composizione
| Ministero                                      | Nome | Nome                   | Partito |
| ---------------------------------------------- | ---- | ---------------------- | ------- |
| Cancelliere federale                           |      | Willy Brandt           | SPD     |
| Affari Esteri, Vice-cancelliere                |      | Walter Scheel          | FDP     |
| Interni                                        |      | Hans-Dietrich Genscher | FDP     |
| Giustizia                                      |      | Gerhard Jahn           | SPD     |
| Finanze                                        |      | Helmut Schmidt         | SPD     |
| Economia                                       |      | Hans Friderichs        | FDP     |
| Alimentazione, agricoltura e foreste           |      | Josef Ertl             | FDP     |
| Lavoro e solidarietà sociale                   |      | Walter Arendt          | SPD     |
| Difesa                                         |      | Georg Leber            | SPD     |
| Famiglia, gioventù e Sanità                    |      | Katharina Focke        | SPD     |
| Trasporti                                      |      | Lauritz Lauritzen      | SPD     |
| Urbanizzazione                                 |      | Hans-Jochen Vogel      | SPD     |
| Relazioni con la Germania Est                  |      | Egon Franke            | SPD     |
| Ricerca tecnologica; Poste e telecomunicazioni |      | Horst Ehmke            | SPD     |
| Formazione e scienze                           |      | Klaus von Dohnanyi     | SPD     |
| Cooperazione economica                         |      | Erhard Eppler          | SPD     |
| Senza portafoglio                              |      | Egon Bahr              | SPD     |
| Senza portafoglio                              |      | Werner Maihofer        | FDP     |